# Тогуна
Тогуна — река в России, протекает в Турочакском районе Республики Алтай. Устье реки находится в 48 км по правому берегу реки Байгол. Длина реки составляет 17 км. 
- В 7 км от устья, по левому берегу реки впадает река Яндоч

## Данные водного реестра
По данным государственного водного реестра России относится к Верхнеобскому бассейновому округу, водохозяйственный участок реки — Бия, речной подбассейн реки — Бия и Катунь. Речной бассейн реки — (Верхняя) Обь до впадения Иртыша.
По данным геоинформационной системы водохозяйственного районирования территории РФ, подготовленной Федеральным агентством водных ресурсов:
- Код водного объекта в государственном водном реестре — 13010100212115100000687
- Код по гидрологической изученности (ГИ) — 115100068
- Код бассейна — 13.01.01.002
- Номер тома по ГИ — 15
- Выпуск по ГИ — 1